# 리처드 넬슨 게일
리처드 넬슨 게일(영어: Richard Nelson Gale)은 제1차 세계 대전과 제2차 세계 대전에서 모두 복무한 영국 육군의 장성급 장교이다. 제1차 세계 대전 당시 그는 기관총 군단을 지휘한 공로로 1918년 십자장을 받았다. 제2차 세계 대전 당시 리처드 넬슨 게일은 제1강하여단과 제6공수사단을 지휘했으며, 1944년 6월 노르망디 상륙 당시 영국 공수부대의 노르망디 강하 작전인 통가 작전을 지휘했다. 제2차 세계 대전이 끝난 이후 리처드 넬슨 게일은 영국 육군에 남아 있었고 1958년 버나드 로 몽고메리의 뒤를 이어 유럽 연합군 최고사령부의 부사령관으로 임명되었다. 